# Kostel svaté Anny (Brno, Mendlovo náměstí)

Plán přestavby starobrněnského kláštera z roku 1797 s půdorysem kostela svaté Anny (nahoře uprostřed, slaběji)

Kostel svaté Anny je zaniklý kostel, který se nacházel v Brně, ve čtvrti Staré Brno, v areálu starobrněnského kláštera. Rotunda u tehdejšího brněnského hradu byla postavena zřejmě v 11. století. Na konci 12. století ji nahradil románský farní kostel Panny Marie a o další století později zde byl vybudován gotický chrám. V jeho těsném sousedství vznikl ve 20. a 30. letech 14. století klášter cisterciaček s honosným kostelem Nanebevzetí Panny Marie. Původní kostelík byl nově zasvěcen svaté Anně a v areálu kláštera stál až do konce 18. století, kdy byl zbořen.

## Historie

Schéma archeologicky odkrytých základů

### Rotunda
Raně středověké Brno se nacházelo v místě dnešní čtvrti Staré Brno. Jeho centrem zřejmě byl ostrovní hrad mezi rameny Svratky (v prostoru ulic Křížová, Ypsilantiho a Křídlovická), zatímco severně od něj, na levém břehu jednoho z říčních ramen, pozdějšího Svrateckého náhonu, se nacházel sakrální okrsek s rotundou (dnešní areál starobrněnského kláštera). Rotundu lze datovat do přelomu 10. a 11. století, případně do první poloviny 11. století. Prokazatelně se kolem ní nepřetržitě pohřbívalo od 11. století. Jedná se tak o nejstarší doloženou sakrální stavbu na území dnešního města Brna a vůbec nejstarší prokázaný povelkomoravský kostel na Moravě. Je spojována s brněnským kostelem, zmíněným na listině Jindřicha Zdíka datované pravděpodobně do roku 1141. V tom případě by se jednalo o jeden z nejdůležitějších kostelů v tehdejších českých zemích. V souvislosti s blízkým knížecím hradem se předpokládá její zeměpanské založení, jednalo se tedy o kostel hradský. Rotunda zanikla pravděpodobně v polovině 12. století a její funkci hlavního brněnského chrámu převzal zřejmě v té době nově založený kostel na Petrově.
Pozůstatky rotundy byly, společně s dalšími dvěma stavebními fázemi kostela, objeveny a prozkoumány při archeologickém výzkumu v letech 1976–1983, který provedli výzkumníci z Muzea města Brna pod vedením Dany Cejnkové. Zbytky všech tří chrámů se nachází pod úrovní povrchu jednoho z nádvoří starobrněnského kláštera, jihozápadně od západního konce hlavní lodi baziliky Nanebevzetí Panny Marie. Rotunda disponovala na východní straně jednou apsidou. Vnitřní průměr její lodi o něco málo přesáhl šest metrů, celková vnitřní délka (loď + apsida) dosáhla téměř osmi metrů. Základy kostela byly z lomového zdiva na hlínu, na ně do výšky navazovaly různě velké pískovcové a slepencové kvádříky původem z Červeného kopce.

### Románský kostel
Na místě zaniklé rotundy byl pravděpodobně na konci 12. století postaven Lvem z Klobouk románský kostelík s obdélnou lodí a obdélným presbytářem. K roku 1210 je chrám vůbec poprvé zmiňován v písemných pramenech, zároveň je uvedeno jeho zasvěcení. Do tohoto roku se totiž hlásí falzum, podle kterého Lev z Klobouk daroval nově založenému zábrdovickému klášteru farní kostel Panny Marie. Podle druhého, nedatovaného falza stál tento darovaný chrám v brněnském „burgu“, takže jej lze ztotožnit se starobrněnským románským kostelem. Oba dokumenty, vypadající, jako by je vydal Přemysl Otakar I., byly v zábrdovickém klášteře vyrobeny někdy kolem let 1235 a 1237 a lze předpokládat, že jádro jejich sdělení je věrohodné. Kostel oproti původní rotundě fungoval již jako farní pro Staré Brno (tento název vsi byl poprvé použit v roce 1247) a pro okolní obce. Na začátku 14. století byly jako přifařené vsi uváděny Staré Brno, Komín, Žabovřesky s Manicemi, Jundrov a Bohunice, přičemž stejný výčet je možné očekávat i o 100 let dříve. Románský chrám byl na konci 13. století nahrazen gotickou novostavbou.
Archeologický výzkum zjistil, že jednolodní románský kostel měl masivní základy a jeho obdélné kněžiště bylo téměř čtvercového tvaru. Chrám byl omítnutý a zdobený malovaným kvádrováním.

### Gotický kostel
Závěrečnou stavební fází kostela byl vrcholně gotický chrám, který na konci 13. století nahradil románský kostelík. K 25. březnu 1295 je datována zpráva, ve které kostel Panny Marie „před Brnem“ získal od dvou arcibiskupů a jedenácti římských biskupů 40denní odpustky, což velmi pravděpodobně souviselo s dokončováním nového chrámu. Nejpozději krátce po roce 1300 byl již zcela hotov, což dokládá parvus nalezený pod gotickou mensou. Kostel stál na půdorysu latinského kříže, na východní straně měl protáhlé kněžiště s polygonálním, pětibokým závěrem. Loď kostela měla šířku 13 m, presbytář rozměry 12×8 m, chrám byl zaklenut žebrovou křížovou klenbou. Na začátku 14. století byl farním kostelem pro Staré Brno, Komín, Žabovřesky s Manicemi, Jundrov a Bohunice.
Pravděpodobně v roce 1304 odprodal zábrdovický klášter patronát kostela klášteru v Dolních Kounicích (chybně datováno rokem 1315). Starobrněnský chrám byl poté zmiňován ještě v letech 1307, 1320/1321 a také 1323, kde byl uveden i jeho bývalý plebán Milota. Začátkem roku 1323 získala patronátní právo kostela královna Eliška Rejčka, která zde chtěla zřídit klášter cisterciaček. K tomu v následujících letech skutečně došlo a z kostela Panny Marie se stal kostel konventní. Jeho farní právo přešlo na nový kostel v Komíně, který na své náklady královna nechala postavit. Přifařeny k němu byly vsi Komín, Žabovřesky s Manicemi a Jundrov, zatímco duchovní správa Starého Brna a Bohunic byla přesunuta ke kostelu svatého Václava v dnešní Vídeňské ulici. Starobrněnský mariánský kostel se po dobu stavby zcela nového gotického chrámu v těsném sousedství stal klášterním provizoriem. V roce 1333 již bylo možné sloužit v novostavbě, na kterou přešel mariánský patronát, mše, takže kostel z konce 13. století již byl využíván pouze jako kaple klášterní nemocnice pro řádové sestry (nešlo o špitál, který zde cisterciačky rovněž provozovaly). Pravděpodobně nedlouho poté došlo ke změně jeho patrocinia a od té doby byl chrám zasvěcen svaté Anně. Na další staletí zůstal součástí klášterního areálu. Ten v roce 1783 získali augustiniáni od kostela svatého Tomáše, kteří zde nalezli své nové sídlo. Budovu klášterní nemocnice s kaplí/kostelem svaté Anny v roce 1797 zbořili a na jejich místě v dalších letech postavili trakt prelatury s refektářem a knihovnou.